# White Cliff Cottage
Pour les articles homonymes, voir White, Cliff et Cottage.
White Cliff Cottage (cottage de la falaise blanche, en anglais) est un cottage de villégiature de bord de mer, de style architecture moderne Art déco de 1937, de St Margaret-at-Cliffe dans le Kent en Angleterre, au pied des falaises de Douvres au bord de la Manche et de la mer du Nord, face au pas de Calais. Il a appartenu aux célèbres écrivains britanniques Noël Coward (1899-1973), puis Ian Fleming (1908-1964), et a inspiré une partie de leurs œuvres respectives des années 1940 et années 1950, dont la série de romans d'espionnage James Bond 007. La maison fait partie à ce jour du circuit touristique « Fleming's Kent ».

## Historique

### Noel Coward
En 1945 après la Seconde Guerre mondiale, le célèbre écrivain, scénariste, acteur, compositeur, réalisateur, producteur britannique Noël Coward (1899-1973) achète ce cottage de villégiature, construit sur la plage de l'ancien petit village de pécheur de St Margaret-at-Cliffe, devenue une station balnéaire renommée de l'époque victorienne tardive, à l’extrémité nord de la baie de St Margaret, au pied des falaises blanches spectaculaires de Douvres, en face du pas de Calais, avec vue panoramique spectaculaire sur la Manche, la mer du Nord, et la côte française.

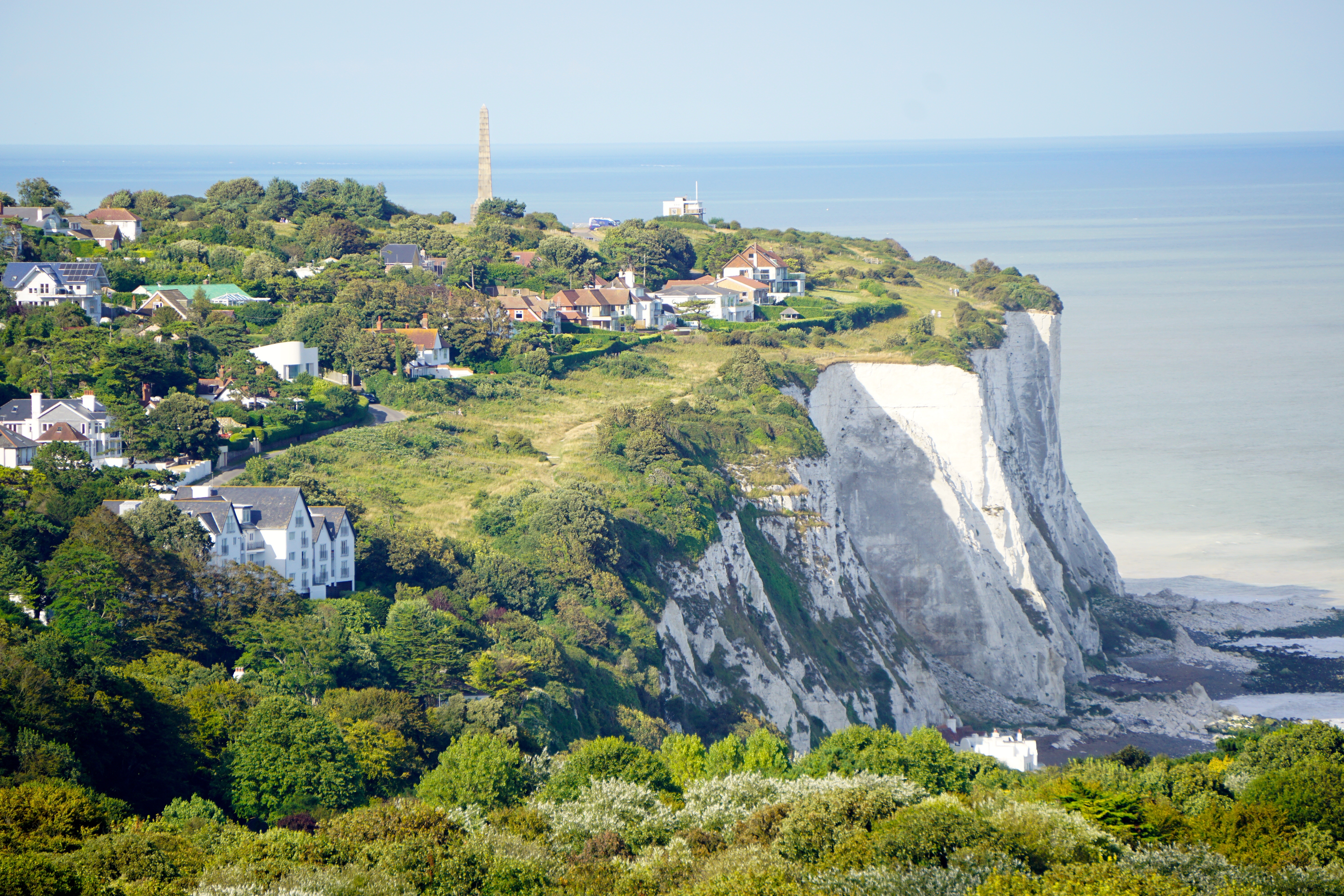
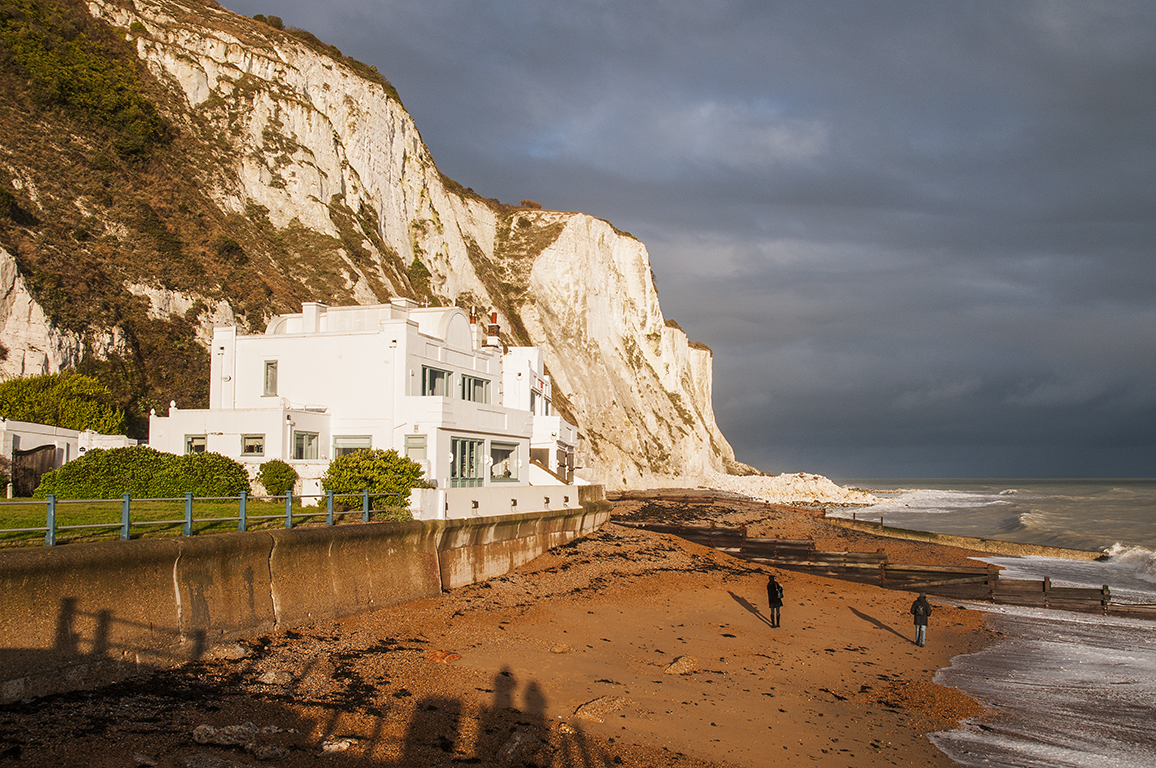
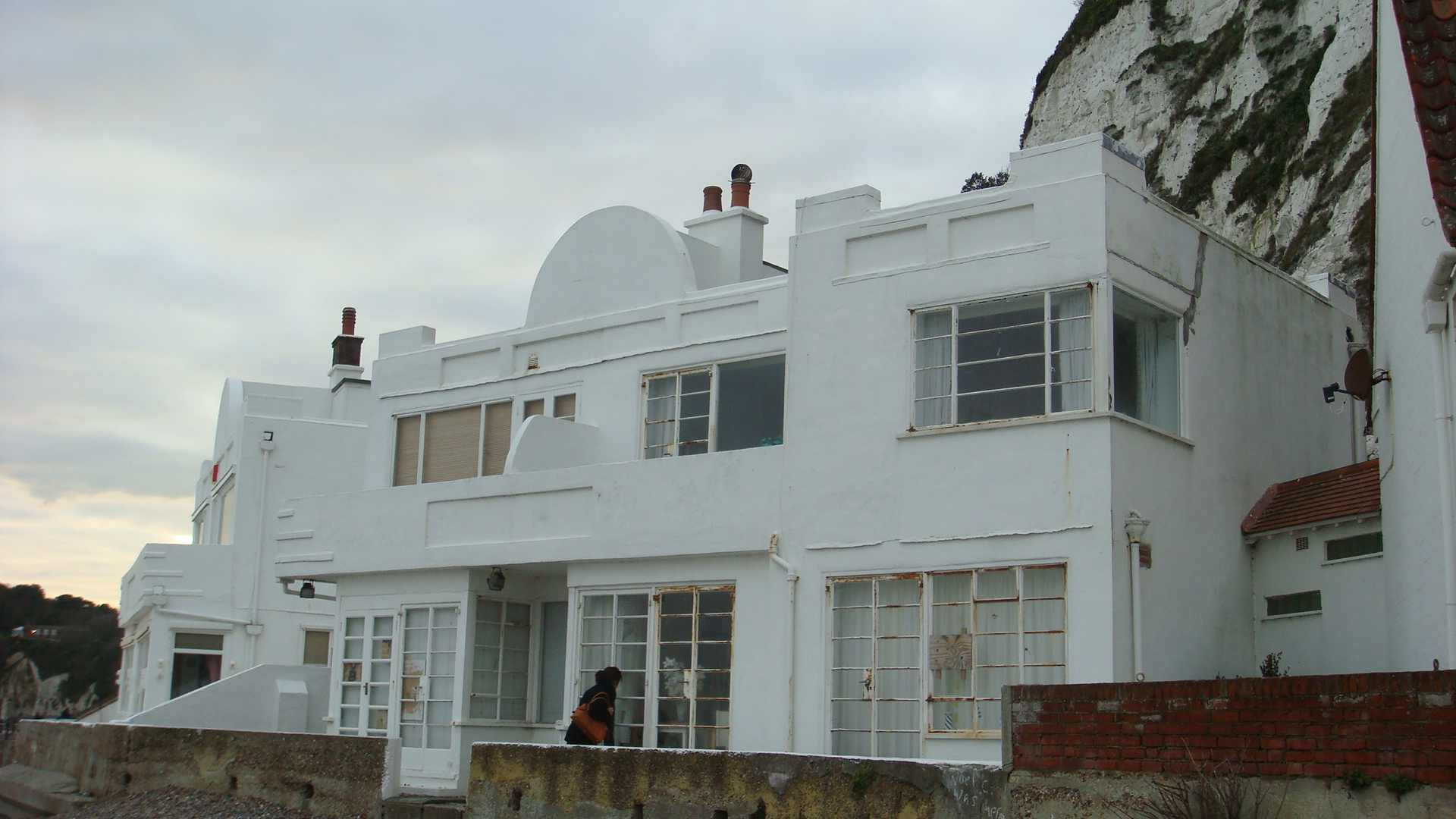

Les trois maisons voisines sont achetées par sa mère et sa tante, et par ses amis Eric Ambler et Leslie Cole. Il y crée en six ans une importante partie de son œuvre (pièces de théâtre, scénarios de film, chansons, nouvelles ... dont L'esprit s'amuse, Heureux Mortels, Brève Rencontre, Égarements) et y reçoit de nombreux invités célèbres du monde du spectacle de l'époque, dont Gertrude Lawrence, Daphne du Maurier, Spencer Tracy, Katharine Hepburn, Peter Ustinov, Peter Cushing.

### Ian Fleming
Le célèbre agent du renseignement militaire-agent secret-journaliste-romancier Ian Fleming (1908-1964) vit à Londres et découvre le Kent dans les années 1930. Il passe la plupart de ses week-ends et vacances d'été dans ses divers manoirs, ou hôtels de luxe de la région. Il se passionne pour le golf notamment au Royal St George's Golf Club de Sandwich, et observe entre autres l'activité maritime du détroit entre l'Angleterre et la France, avec son télescope, pendant la guerre froide...

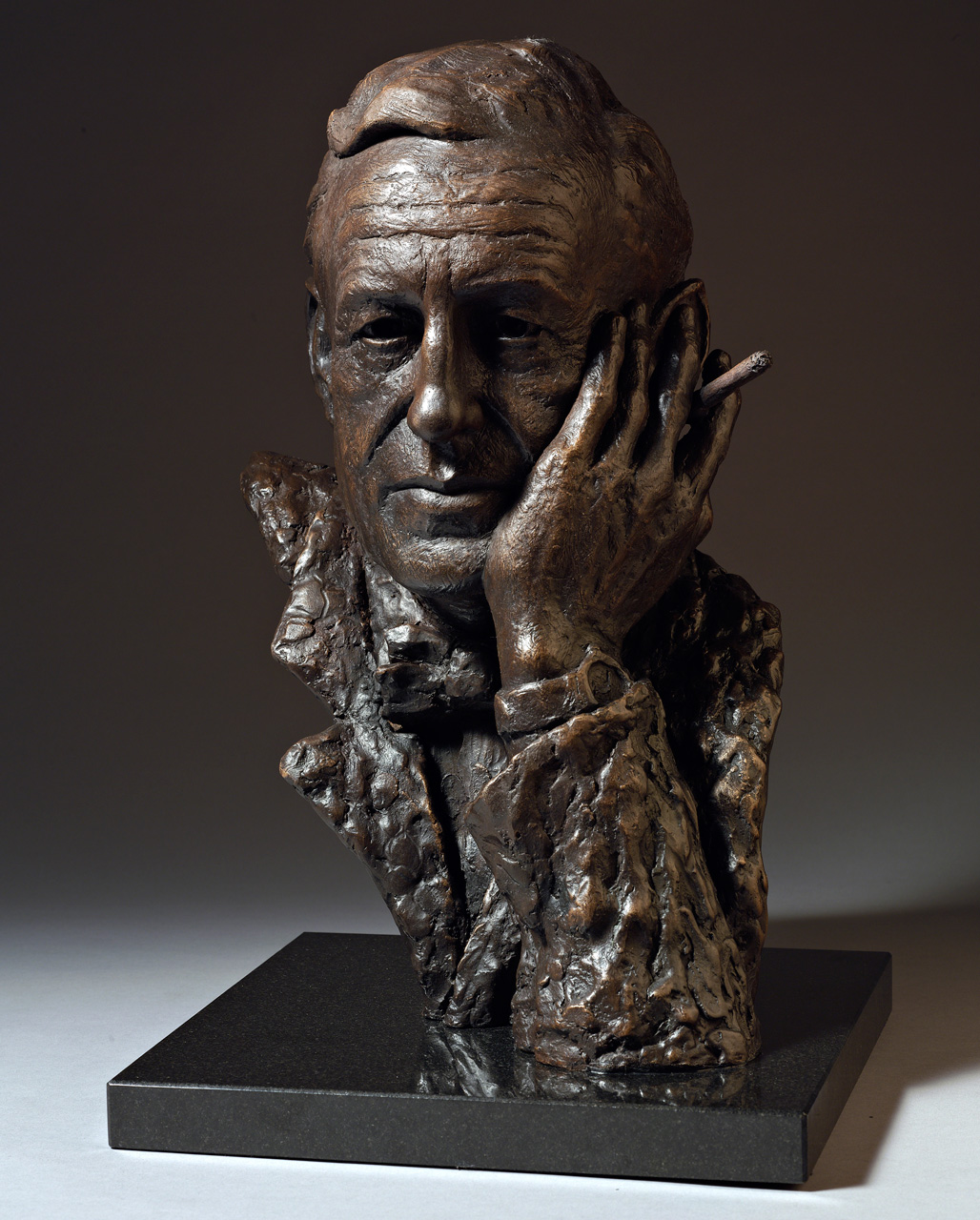
Ian Fleming
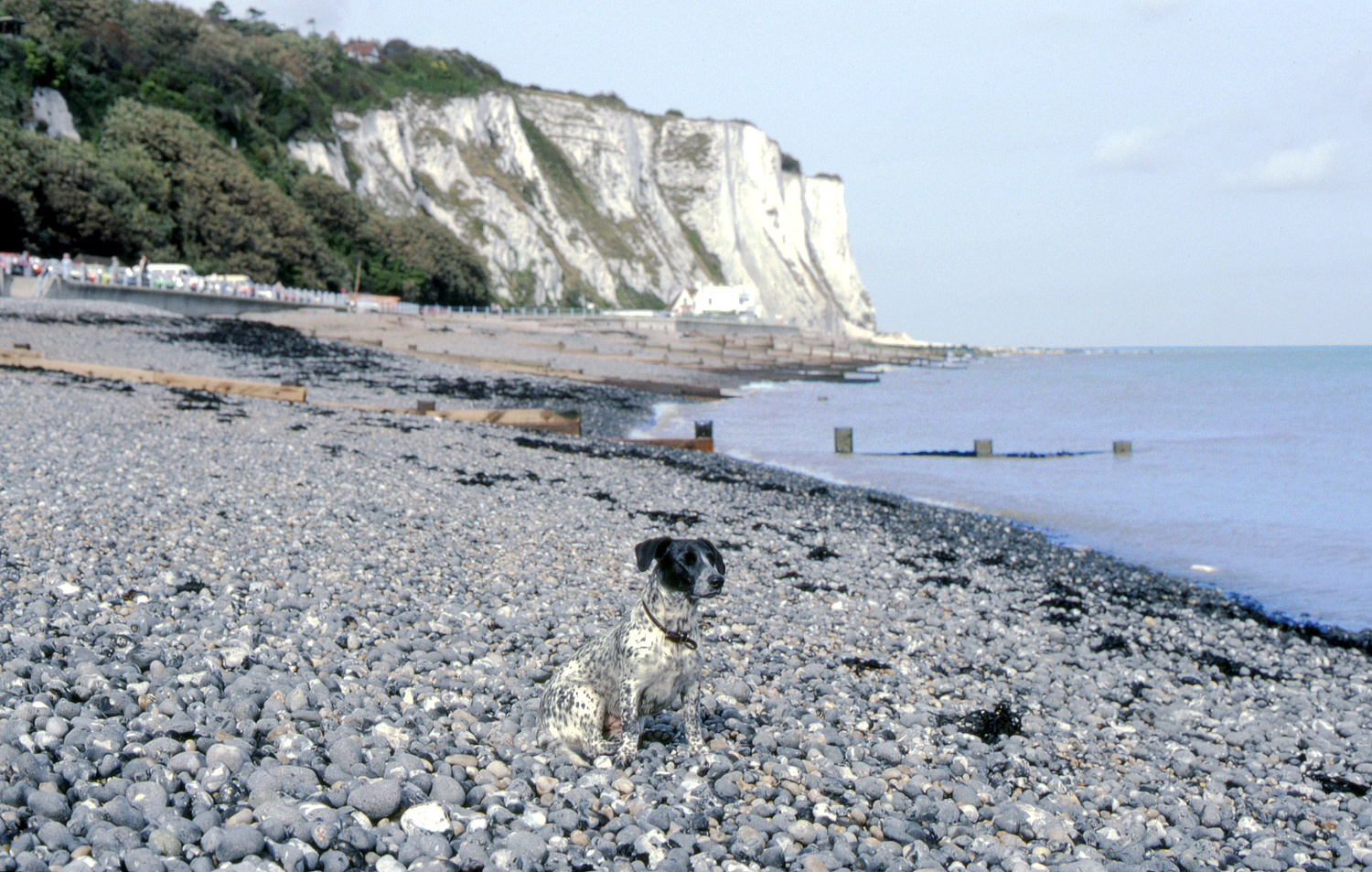
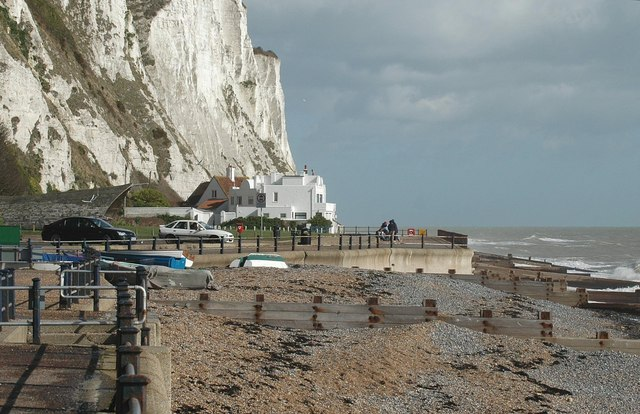

Il rencontre Noël Coward en Jamaïque dans les Caraïbes, en tant que voisin de sa villa de Goldeneye construite en 1946, où il passe tous ses hivers de décembre à mars (où il crée sa série de 14 romans James Bond 007 durant 12 ans jusqu’à sa disparition en 1964). À partir de 1948, il lui rend visite à plusieurs reprises dans cette maison de bord de mer anglaise, avant de la lui acheter en 1951. Il y reçoit régulièrement son ami ancien propriétaire, ainsi que ses amis écrivains William Somerset Maugham et Evelyn Waugh...

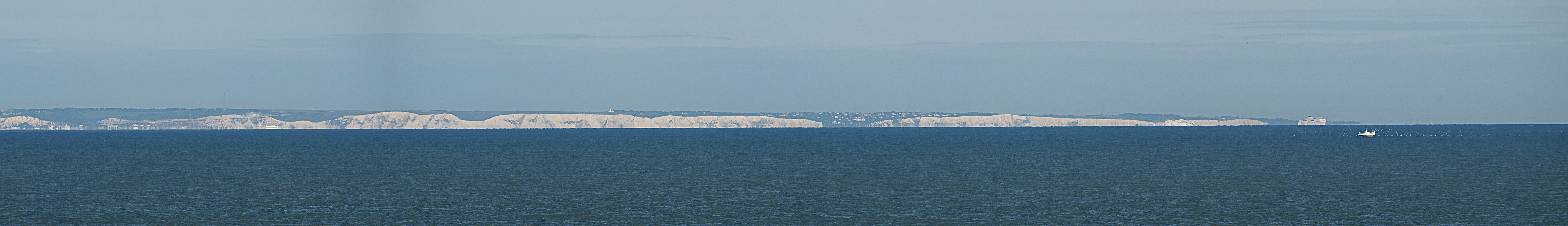
Vue des falaises de Douvres depuis la France

Ces lieux sont une de ses sources d'inspiration de son œuvre de roman d'espionnage, la série des James Bond 007, publié pour la première fois le 17 février 1952 avec Casino Royale (un des plus importants best-sellers mondiaux de roman d'espionnage, et des plus importants succès du cinéma). Son roman Moonraker de 1955 est inspiré entre autres des falaises de Douvres...
Il revend cette villa en 1957 pour acheter le manoir de Bekesbourne du XVIIIe siècle au sud de Canterbury (où il repose depuis sa disparation en 1964)...